# Joachim Nettelbeck (Seemann)

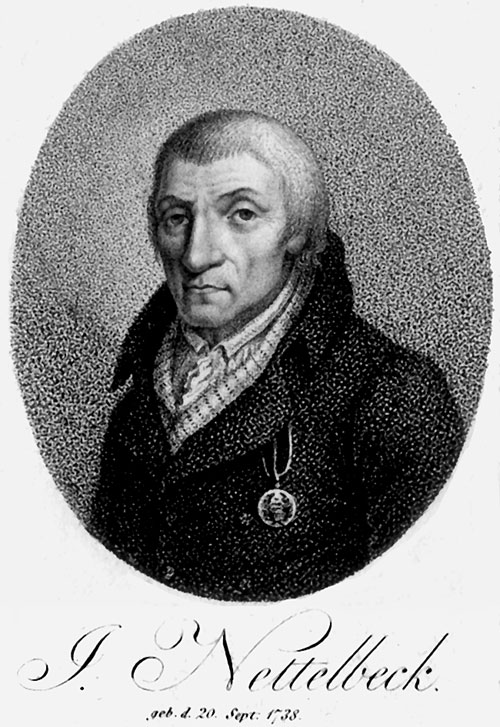
Joachim Nettelbeck mit der Ehrenmedaille; Porträt aus der Ausgabe seiner Autobiografie bei Brockhaus, 1821–1823

Joachim Christian Nettelbeck (* 20. September 1738 in Kolberg; † 29. Januar 1824 ebenda) war ein ehemaliger Seemann, der durch seine Rolle bei der Verteidigung Kolbergs im Jahre 1807 und seine Autobiografie in Deutschland als Musterbeispiel eines Patrioten berühmt wurde. Seine Lebensgeschichte nutzten die preußischen Reformer, die Nationalsozialisten und die Deutsche Demokratische Republik für ihre jeweiligen Propagandazwecke.

## Leben
Joachim Nettelbeck wuchs in der Hafenstadt Kolberg im preußischen Teil Pommerns auf. Er war das erste Kind von Johann David Nettelbeck, der 1751 vom Schuhmachermeister in den Stand der Brauer aufrückte, und dessen Ehefrau Katharina Sophia, geb. Greiff. Das wohlhabend gewordene Paar bekam weitere sieben Kinder, von denen zwei im Kindesalter starben.

### Der Ausreißer
Als Elfjähriger durfte Nettelbeck auf dem Schiff seines Onkels ausnahmsweise nach Amsterdam mitreisen. Dort schlich er sich im Hafen an Bord eines holländischen Ozeanseglers und kam erst auf offener See wieder zum Vorschein. Das Schiff erwies sich als Sklavenschiff, das im Dreieck die Route Westeuropa – Westafrika – Westindien – Westeuropa befuhr. Auf Wunsch des Steuermanns brachten zwei schwarze Matrosen Nettelbeck auf der Fahrt nach Afrika eine Variante des Pidgin bei, in der an der afrikanischen Küste der Sklavenkauf abgewickelt wurde. Nach einundzwanzig Monaten kehrte Nettelbeck nach Kolberg zurück und besuchte bis zur Konfirmation wieder die Schule.

### Auf verschiedenen Meeren

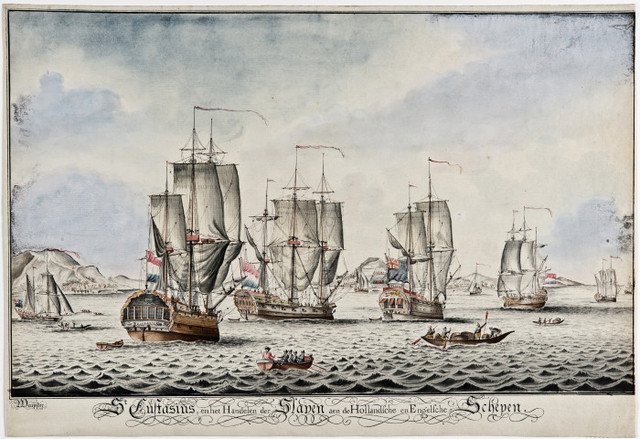
Niederländische und britische Schiffe vor St. Eustatius, einem Zentrum des Sklavenhandels, 1763

Im Jahr 1752 begann Nettelbeck eine Seemannsausbildung, zunächst als Schiffsjunge auf Ost- und Nordseefahrern. Zwei Jahre später fuhr er als Untersteuermann auf einem niederländischen Schiff von Amsterdam nach Surinam. In seinen Lebenserinnerungen traf er über diese Fahrt berichtend, eine verflechtungsgeschichtlich einschlägige Aussage, die über die deutsche Beteiligung am niederländischen Kolonialismus Auskunft gibt:

„Eher hätte man Surinam damals eine deutsche, als eine holländische Kolonie nennen können: denn auf den Plantagen, wie in Paramaribo, traf man unter hundert Weissen immer, vielleicht neun und neunzig an, die hier aus allen Gegenden von Deutschland zusammengeflossen waren.“

Unmittelbar nach der Rückkehr nach Amsterdam folgte 1756 die nächste Fahrt in die niederländische Karibik, diesmal nach Curaçao, auf der Rückfahrt mit einem Zwischenstopp auf Sint Eustatius.
Inzwischen war der Siebenjährige Krieg ausgebrochen und Nettelbeck kehrte auf Wunsch seines Vaters wegen einer bevorstehenden Belagerung durch die Russen im April 1758 nach Kolberg zurück. Weil er sich dem Pressen für die preußische Flottille in Stettin entziehen wollte, floh er, unterwegs als Deserteur verfolgt, nach Königsberg im von Russland annektierten Ostpreußen.
Während des Krieges unternahm Nettelbeck in den Jahren 1758 bis 1762 unter Danziger Flagge von Königsberg aus Reisen in westeuropäische Gewässer, wie nach Irvine und Noirmoutier-en-l’Île. Auf holländischen Schiffen machte er 1759 und 1760 zwei weitere Fahrten in die niederländische Karibik, nach Surinam bzw. Sint Eustatius. Über den Surinam-Aufenthalt heißt es in den Lebenserinnerungen:

„Der ‚unbegrenzten Gastfreundlichkeit‘ der Plantagen-Directeurs […] danke ich die vergnügtesten Tage meines Lebens, die unstreitig in diese achtmonatige Dauer meines Aufenthalts in dieser Colonie fielen.“

Im Jahre 1762 heiratete Nettelbeck in Königsberg Regina Charlotte Meller, mit der er mehrere Kinder hatte. Bei Kriegsende war Nettelbeck als Reeder in Königsberg sein eigener Kapitän und befuhr die Ostsee.
Aus wirtschaftlichen Gründen musste er 1769 die Selbständigkeit aufgeben, hatte aber einen so guten Ruf als Seemann, dass er im Jahre 1770 Königlich-Preußischer Schiffskapitän in Stettin wurde. Diese aussichtsreiche Stellung verlor Nettelbeck nach wenigen Monaten wegen eines Konfliktes mit einem Vertreter der Krone, einem preußischen Infanterieoffizier, dem er die Anerkennung verweigert hatte.

### Obersteuermann auf einem Sklavenschiff
Danach verlegte Nettelbeck seinen Wohnsitz nach Kolberg. Eine Kapitänsstelle bekam er nicht. Stellungslos geworden, heuerte Nettelbeck 1771 in Amsterdam auf einem holländischen Sklavenschiff als Obersteuermann an. Es befuhr im Dreieckshandel die Route Europa – Guinea – Surinam – Europa, wovon er später in seinen Lebenserinnerungen ausführlich und anschaulich berichtete. Nettelbeck kommandierte ein großes Beiboot, das dicht an der afrikanischen Küste entlang fuhr, um bereits versklavte Menschen bei einheimischen Anbietern gegen Waffen, Schießpulver, Tabak, Schnaps, Textilien und Krimskram zu erhandeln. Er nutzte das Privileg des Obersteuermanns, selbst einen Gewinn durch den Handel mit Goldstaub zu erzielen.
In seinen ein halbes Jahrhundert später geschriebenen Lebenserinnerungen – Großbritannien hatte den Sklavenhandel 1807 verboten – distanzierte sich Nettelbeck von der gewaltsamen Verschleppung von Menschen, wobei die Distanzierung eine Relativierung enthält:

„Vor 50 Jahren war und galt dieser böse Menschenhandel als ein Gewerbe, wie andre, ohne daß man viel über seine Recht- oder Unrechtmäßigkeit grübelte. Wer sich dazu brauchen ließ, hatte die Aussicht auf einen harten und beschwerlichen Dienst, aber auch auf leidlichen Gewinn. Barbarische Grausamkeit gegen die eingekaufte Menschen-Ladung war nicht nothwendiger Weise damit verbunden und fand auch wohl nur in einzelnen Fällen statt; auch habe ich, meines Theils, nie dazu gerathen oder geholfen.“

Auf einem englischen Truppentransport-Begleitschiff befuhr er anschließend im Jahr 1774 von Portsmouth aus die Route England – Guinea – Westindien – Europa. Nach Kolberg zurückgekehrt, empfahl Nettelbeck seinem König Friedrich dem Großen in einer Denkschrift die Inbesitznahme eines noch nicht kolonisierten Küstenstreifens am Corantijn zwischen Berbice und Surinam. Dort sollten auf Sklavenarbeit beruhende Zucker- und Kaffeeplantagen angelegt werden, damit der Import dieser Produkte nicht länger Preußens Außenhandelsbilanz verschlechtere. Friedrich erteilte Nettelbeck keine Antwort.

### Sesshaft in Kolberg
Wohl um seiner Familie näher zu sein, machte sich Nettelbeck 1775 als Eigner einer Quatze selbstständig und erwarb 1776 das Kolberger Bürgerrecht. Aber der Erfolg blieb aus, die Ehe scheiterte und wegen eines Wirtschaftsdeliktes erhielt er eine Vermögensstrafe. Als zu dieser Zeit am 26. April 1777 der Blitz in den Turm der Marienkirche fuhr, war Nettelbeck, unterstützt von seinem zehnjährigen Sohn, der einzige, der sich in die Höhe wagte, um den Brandherd zu löschen. Ohne diese Tat hätte sich das Feuer im riesigen Dachstuhl der Kirche ausgebreitet, Funkenflug und herabstürzende Trümmer hätten bewirken können, dass Kolberg in Flammen aufgeht. Die Stadt ehrte ihn, wenngleich sie ihm die Bestrafung nicht erließ.
Die Strafe hatte Nettelbecks Existenz vernichtet und er musste 1777 wieder Seemann werden, befuhr aber nicht mehr die Weltmeere. Diesmal hatte er Erfolg, wurde erneut Kapitän, verdiente gut und besaß schließlich ein Schiff. Als er es durch Schiffbruch im Jahre 1783 verlor, blieb er dennoch ein vermögender Mann.
Er gab nun das Seemannsleben auf und ließ sich als Brauer und Schnapsbrenner mit eigenem Ausschank endgültig in Kolberg nieder. Als 1786 Friedrich Wilhelm II. den preußischen Thron bestieg, versuchte Nettelbeck ihn für seinen Kolonialplan einzunehmen. Er überreichte dem König anlässlich seiner pommerschen Huldigung in Köslin eine überarbeitete Denkschrift. Jetzt sollte auch in Westafrika eine Niederlassung zur Beschaffung von Sklaven für die Plantagenarbeit erworben werden, wobei Nettelbeck seinen Plan in die Tradition der brandenburgisch-preußischen Kolonie Groß Friedrichsburg stellte. Der König überwies das Schreiben der Preußischen Seehandlung, woraufhin die Pommersche Kriegs- und Domänenkammer Nettelbeck umgehend mitteilte: „Da seine Königliche Majestät geruht hätten, auf jene Vorschläge nicht einzugehen, so könnte auch die Seehandlung sich nicht darauf einlassen.“
Mit den Jahren galt Nettelbeck trotz seiner Neigung zum Streit und einer zweiten Scheidung in Kolberg als angesehener Bürger. Im Jahre 1805 wurde er als Vertreter der Brauer und Brenner zum Mitglied der Zehnmänner, einer Ständevertretung mit Stadtverwaltungsfunktionen, gewählt. Er versah das Amt der Aufsicht über die Feuerlöschanstalten, die Stadtbrunnen, das Röhrenwesen und die Wasserkunst. Ebenfalls gehörte er seit 1805 den Segelhausältesten, einem Seegericht, als Königlicher Schiffsvermesser an.

### Als Bürgeradjutant im belagerten Kolberg
Als 1806 Kolberg eine der wenigen preußischen Festungen war, die nicht vor Napoleon Bonaparte kapitulierten, war Nettelbeck als Bürgerrepräsentant Führer der Opposition gegen den Kommandanten Ludwig Moritz von Lucadou, den er als potenziellen Verräter, zumindest als Unglück für Kolberg, ansah. Nach Beginn der Kampfhandlungen im März 1807 riskierte Nettelbeck seinen Kopf, indem er an der Spitze gleichgesinnter Bürger und Beamter konspirativ beim König Friedrich Wilhelm III. die Absetzung Lucadous betrieb. Dem Nachfolger Major Gneisenau gelang es, die Nettelbeckpartei zur Mitarbeit zu gewinnen, indem er Nettelbeck, dessen Amt wegen der künstlichen Überschwemmungen um Kolberg ohnehin von höchster Wichtigkeit für die Verteidigung der Festung war, auch zu Erfassungs- und Kontrollaufgaben innerhalb der Bürgerschaft einsetzte und als Sachverständigen anerkannte. Ohne die treibende Kraft Nettelbecks, der auch persönlich Opfer erbrachte, wäre es nicht zu der nun gelingenden Abwehr der Belagerer gekommen. Nettelbeck schreckte auch nicht davor zurück, wie der König im Ortelsburger Publikandum, allen Kapitulationswilligen mit Exekution zu drohen:

„Meine Herren, Kolberg kann und muß dem Könige erhalten bleiben; es koste, was es wolle! […] Wir Bürger sind, Alle für einen Mann, entschlossen, und wenn auch all unsre Häuser zu Schutthaufen würden, die Festung nicht übergeben zu lassen. Und hörten es je meine Ohren, daß irgend Jemand – Er sey Bürger oder Militair – von Übergabe spräche: bei Mannes Wort! dem rennte ich gleich auf der Stelle diesen meinen Degen durch den Leib, und sollt' ich ihn in der nächsten Minute mir selbst durch die Brust bohren müssen!“

Mit den Berichten über den erfolgreichen Widerstand der Festung Kolberg wurde auch Nettelbeck berühmt. Er gestattete die Veröffentlichung eines großen Teils seiner Tagebücher aus der Belagerungszeit. In der noch während der Belagerung Kolbergs einsetzenden Publizistik wurde Nettelbeck als Muster eines Bürgers und Patrioten gepriesen: „Lebe […] noch lang, deinen Zeitgenossen ein Beispiel des Mutes, der Tätigkeit, des Patriotismus. Spiegelt euch daran, ihr Deutschen!“ Nettelbeck erhielt vom König mit einem persönlichen Anerkennungsschreiben eine goldene Ausprägung der Ehrenmedaille des Preußischen Militärehrenzeichens und später eine Pension. Seine politische Haltung war von einem monarchistischen Nationalismus gekennzeichnet, wie er für das wilhelminische Deutschland prägend werden sollte:

„Verflucht sey, wer seinem Könige und Vaterlande nicht treu ist!“

### Letzte Jahre
Nettelbeck hatte in Interviews zur Belagerung kritische Äußerungen über einzelne Begebenheiten und Personen, darunter etliche Offiziere, gemacht. Nach ihrer Veröffentlichung führten sie zu Beleidigungsprozessen, die Nettelbeck alle verlor. Er hatte verschiedene Dinge falsch interpretiert, verwechselt oder entstellt. Aber der König begnadigte ihn wegen seiner Verdienste. Das ohnehin gespannte Verhältnis der Kolberger Bürger zum Militär allerdings war in der Folge auf Jahre vergiftet.
Auch in den Folgejahren nahm Nettelbeck öffentliche Ämter wahr und ging Konflikten nicht aus dem Wege. Ihm ist bis ans Lebensende verübelt worden, dass er seine speziellen Beziehungen zum König auch bei an sich alltäglichen Gelegenheiten selbstherrlich ins Spiel brachte. So veranlasste er, dass der König die gewählte Kolberger Bürgerversammlung auflöste, da diese Nettelbeck bei der Kandidatenkür übergangen und sich seinen Privatinteressen widersetzt hatte.
Privat verliefen Nettelbecks späte Jahre durchwachsen. Von seinen zwei erwachsen gewordenen Kindern war sein Sohn, der es schon zum Großbürger gebracht hatte, im Jahr 1794 verstorben, die Tochter aus erster Ehe hatte er verstoßen. Mit über 75 Jahren heiratete Nettelbeck im Jahr 1814 zum dritten Mal und wurde Vater einer Tochter.
Angesichts des 1814 bevorstehenden Sieges über Frankreich unternahm Nettelbeck einen dritten und letzten Versuch, die Staatsspitze mit seinen Kolonialplänen zu erreichen. Diesmal wandte er sich nicht direkt an den König, sondern an seinen neuen und einflussreichen Gönner Gneisenau. Preußen solle als Kompensation für seine Kriegskosten mit britischer Genehmigung eine „bereits unter Cultur stehende Kolonie“ in Westindien erhalten, um dort Kolonialwaren zu produzieren. Nettelbeck schlug Französisch-Guayana, Dominica oder Grenada vor. Gneisenau belehrte ihn jedoch, es sei das 'System' des preußischen Staates, keine Kolonien zu haben, um nicht in die Abhängigkeit der Seemächte zu geraten.

### DieLebenserinnerungen
Im Alter begann Nettelbeck seine Lebenserinnerungen niederzuschreiben. Der Herausgeber der Pommerschen Provinzialblätter und Superintendent in Treptow an der Rega, Johann Christian Ludwig Haken, erfuhr davon und überredete Nettelbeck, ihm zu gestatten, sie zu redigieren und in seiner Zeitschrift zu veröffentlichen. So erschienen in den Jahren 1820 und 1821 mehrere Bruchstücke. Wegen des großen Erfolges drängte er Nettelbeck, das Werk zu vollenden, was dieser aber nicht zu Ende brachte. Es kamen im Jahr 1821 zuerst zwei Bände heraus, die das Leben bis zum Ende seiner Seefahrerzeit beschrieben. Der dritte Band, der hauptsächlich die Belagerung behandelte, erschien im Jahr 1823. Er ging auf die schon im Jahr 1808 veröffentlichten Teile von Nettelbecks Tagebuch und andere damalige Publikationen zurück sowie auf Notizen Hakens, der Nettelbeck mehrmals in Kolberg besucht hatte, um sich diesen wichtigen Rest der Lebensgeschichte erzählen zu lassen. Dabei sind Haken viele Fehler unterlaufen und auch Nettelbeck hatte Schwierigkeiten mit der Erinnerung. Nicht zu übersehen ist die Spitze gegen das preußische Offizierkorps, speziell gegen Lucadou. Die beleidigenden Darstellungen, für die Nettelbeck 1808 vor Gericht gekommen war und die als unwahr zurückgewiesen wurden, finden sich im Buche wieder, nun allerdings ohne Nennung der Namen.
Im Alter von 85 Jahren starb Joachim Nettelbeck am 29. Januar 1824 in Kolberg. Nach einer aufwändigen Beerdigung geriet er schnell in Vergessenheit. Er erhielt kein Ehrengrab oder Denkmal, und seine Lebenserinnerungen wurden von der Stadt längere Zeit bewusst ignoriert.

## Nachleben
In der Auseinandersetzung um die preußischen Reformen, besonders um das nicht eingehaltene Verfassungsversprechen, galt Nettelbeck infolge seiner Lebensgeschichte zunächst als Kronzeuge für das Recht der Bürger an der Gestaltung der öffentlichen Angelegenheiten. Er wurde als literarische Figur Held einer Unzahl von patriotischen Werken. In einer groß angelegten Veröffentlichung im Vormärz und während der Revolution von 1848 erschien er neben Friedrich Ludwig Weidig, Benjamin Franklin und Thaddäus Kosciuszko als Mann des Volks.
Im weiteren 19. Jahrhundert wurde Nettelbecks Leben als Seemann angesichts der angestrebten deutschen Seegeltung zum Vorbild für die zur Seefahrt drängende Jugend. Weil er autobiografisch von seiner dreimal gescheiterten Idee, nach dem Vorbild des Großen Kurfürsten Kolonien zu erwerben, berichtet hatte, zählte Nettelbeck obendrein als früher Anwalt deutscher Kolonialbestrebungen.
Im Jahre 1868 feierte Paul Heyses Nationaldrama Colberg die Einheit von Bürgern und Armee als „ein Volk in Waffen“ mit Nettelbeck in einer tragenden Rolle. Wegen „demokratischer Tendenzen“ jahrzehntelang in Preußen auf staatlichen Bühnen nicht aufgeführt, kam es um die Wende zum 20. Jahrhundert dort auf den Lehrplan.

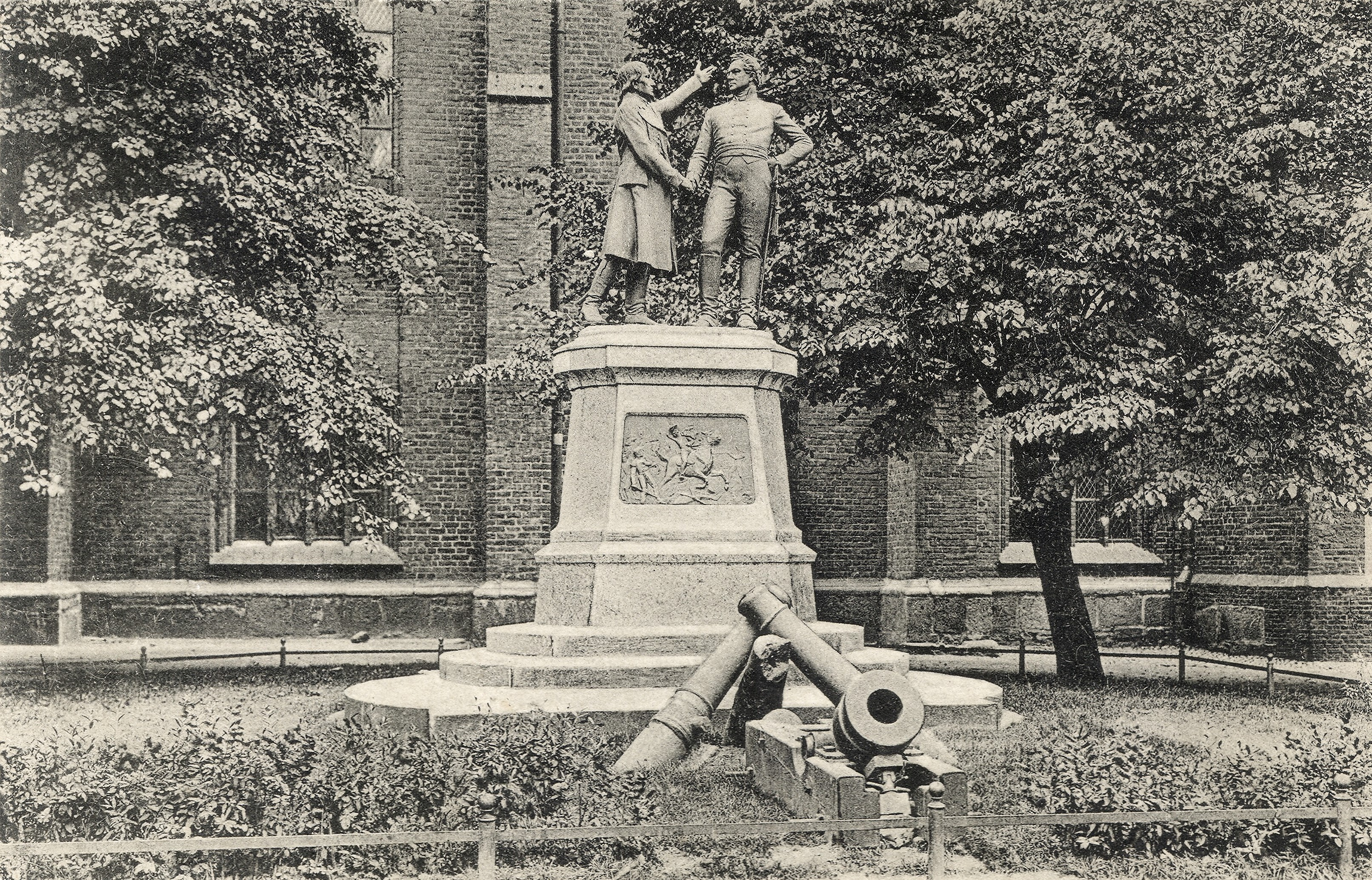
Kolberg: Das Gneisenau-Nettelbeck-Denkmal, nach 1945 zerstört

Kolberg selbst gedachte Nettelbecks erst spät in Ehren. Die Stadt mit national bedeutender Geschichte war um 1880 eines der größten deutschen Ostseebäder geworden. Der erste Höhepunkt der Saison war in jedem Jahr das Volksfest am 2. Juli, dem Jahrestag der Rettung der Stadt. Der schulfreie Tag begann mit einem Festumzug, es folgte im Freien die Aufführung des Theaterstücks Colberg, dessen Autor die Stadt 1890 zum Ehrenbürger ernannt hatte, und ein abendliches Feuerwerk am Meer beendete ihn. Zuletzt wurde der 2. Juli im Jahre 1944 gefeiert. Ab 1887 sammelte die Bürgerschaft für ein Gneisenau-Nettelbeck-Denkmal in Kolberg. Im Jahre 1901 erhielt der Bildhauer Georg Meyer-Steglitz den Ausführungsauftrag und am 2. Juli 1903 wurde das Denkmal an der Marienkirche in Gegenwart des Kronprinzen Friedrich Wilhelm von Preußen enthüllt. Es gab ein Nettelbeck-Museum.
In der Zeit des Nationalsozialismus unterhielt das Reichsfinanzministerium seit 1935 den Zollkreuzer Nettelbeck. Nach seiner Requirierung für die Kriegsmarine bei Beginn des Zweiten Weltkriegs als U-Jagd-Boot wurde es in UJ 171 umbenannt, da die Marine bereits seit dem Mai 1939 ein Räumbootbegleitschiff namens Nettelbeck hatte.
Ein Höhepunkt der Instrumentalisierung Nettelbecks war am Ende des Zweiten Weltkriegs der Durchhalte-Film Kolberg, der Nettelbeck als einen zu allem entschlossenen Kämpfer und Siegespropheten zeigte, verkörpert von Heinrich George. Er wurde mit seiner Versicherung zitiert, die Kolberger würden sich „lieber unter Schutthaufen begraben lassen, als ihre Stadt zu übergeben“.
Nach Flucht und Vertreibung der gesamten Einwohnerschaft wurde Kolberg in der Nachkriegszeit in Kołobrzeg umbenannt und mit Polen besiedelt. Die Vergangenheit Kolbergs gehörte nicht zur Vergangenheit Polens. Doch in den letzten Jahren macht sich in der Stadt ein zunehmendes Interesse auch an der Geschichte bis 1945 und damit auch an der Person Nettelbecks bemerkbar.
Curt Hotzel verarbeitete Nettelbecks Rolle bei der Verteidigung Kolbergs in seiner Erzählung Nettelbeck.
Im Deutschland des 21. Jahrhunderts rückt Nettelbeck als Straßennamensgeber in die Öffentlichkeit. In einem Dossier des Vereins berlin-postkolonial zu Straßennamen mit Bezügen zum Kolonialismus in Berlin erschien im November 2008 der pommersche Seemann Nettelbeck als „ostpreußischer Kaufmann“, der „in seiner Funktion als Kapitän niederländischer Sklavenschiffe am Menschenhandel beteiligt“ und „über Jahrzehnte als Koloniallobbyist aktiv“ war und im Kaiserreich „für die Verteidigung seiner Heimatstadt Kolberg“ (mit der falschen Jahresangabe „1806“ statt „1807“) geehrt wurde. Im Juni 2021 fasste die Bezirksverordnetenversammlung von Berlin-Mitte den Beschluss, den im Stadtteil Wedding gelegenen Nettelbeckplatz umzubenennen. Dieser Vorgang ist bislang noch nicht abgeschlossen.
Unter der Überschrift: Benannt nach Sklavenhändlern und Mördern. Das sind Hamburgs Straßen der Schande nannte im April 2011 die Hamburger Morgenpost Nettelbeck als einen der „Männer, die es durch ihre Gräueltaten in fernen Ländern zu zweifelhaftem Ruhm gebracht haben“ und durch deren Namen auf Straßenschildern „in Hamburg lebende Afrikaner täglich auf zynische Weise an das Leid ihrer Vorfahren erinnert“ werden.
Da Nettelbecks Name und seine Lebensgeschichte von den Nationalsozialisten zu Propagandazwecken genutzt wurden, gilt er als belasteter Namensgeber für Straßen. Entsprechend ist die Frage der Ruhr Nachrichten im September 2014 "Sollen Straßen mit Nazi-Vergangenheit umbenannt werden? an ihre Dortmunder auch auf die Nettelbeckstraße bezogen. Der stellvertretende Leiter des Stadtarchivs bezeichnete Nettelbeck im Zusammenhang mit der Frage nach den Gründen zur Umbenennung als „Kapitän niederländischer Sklavenschiffe“, der „jahrzehntelang als Kolonialpropagandist“ gewirkt habe und der in der NS-Zeit hochgeehrt worden sei.

## Werke
- Joachim Nettelbeck, Bürger zu Colberg. Eine Lebensbeschreibung, von ihm selbst aufgezeichnet. Herausgeg. von J. Ch. L. Haken. Mit dem Bildnisse des Verfassers. Halle 1821–23.
  1. Band als Digitalisat und Volltext im Deutschen Textarchiv.
  2. Band als Digitalisat und Volltext im Deutschen Textarchiv.
  3. Band als Digitalisat und Volltext im Deutschen Textarchiv.
- Joachim Nettelbeck, Bürger zu Colberg. Eine Lebensbeschreibung, von ihm selbst aufgezeichnet und herausgegeben von J. C. L. Haken. Drittes Bändchen. Mit einem Plan der Gegend um Kolberg. F. A. Brockhaus, Leipzig 1823. Der Band beschreibt die Jahre ab 1783 und damit auch die Belagerung von 1807.
- Lebensbeschreibung des Seefahrers, Patrioten und Sklavenhändlers Joachim Nettelbeck. Eichborn, Frankfurt/M. 1992, ISBN 3-8218-4426-4. Es sind die ersten zwei Bände, die die Zeit bis 1783 beschreiben (erste Auflage dieser Ausgabe: Greno, Nördlingen 1987, Reihe Die Andere Bibliothek, ISBN 978-3-89190-235-6).